# كازو آبي
كازو آبي (باليابانية: 阿部一男) هو مصارع هاوي ياباني، ولد في 7 أبريل 1935.

## وصلات خارجية
- كازو آبي على موقع قاعدة بيانات المصارعة الدولية (الإنجليزية)
- كازو آبي على موقع أوليمبيديا (الإنجليزية)